# Umarizal (gemeente)
Umarizal is een gemeente in de Braziliaanse deelstaat Rio Grande do Norte. De gemeente telt 10.913 inwoners (schatting 2009).
De gemeente grenst aan Olho-d'Água do Borges, Martins, Riacho da Cruz en Portalegre.